# Дерик Меј
Дерик Меј (енгл. Derrick May; Белвил, 4. јун 1963), познат и као Мејдеј (енгл. Mayday) и Ридм из Ридм (енгл. Rhythim is Rhythim) је амерички електронски музичар из Белвила у Мичигену, САД. Врло рано је почео да истражује електронску музику заједно са својим пријатељима из белвилске средње школе Хуан Еткинсом (енгл. Juan Atkins) и Кевином Саундерсоном (енгл. Kevin Saunderson), чинећи трио познатији као Белвилска Тројка. Приписује им се развој футуристичких варијација на хаус музику које ће бити названи "техно" по Еткинсу.
Меј је каријеру почео 1987. музичким издавањем под називом „Акт фотографија“ (енгл. Nude Photo) (у сарадњи са Томасом Барнетом (енгл. Thomas Barnett)), што је умногоме утицало да детроитска музичка сцена стекне епитет прве техно сцене на свету, сада познате и признате као детроитски техно. Годину дана касније Дерик Меј издаје техно класик, нумеру „Струне Живота“ (енгл. Strings of Life), којој је име дао Френки Наклс (енгл. Frankie Knuckles).
Меј није објавио солистички оригиналне снимке од 1993., али је произвео бројне ремиксе и поново обрађује свој старији материјал за видео-игре и филм, укључујући и, најскорије, музику за нови филм по популарној борилачкој видео-игри Теккен (енгл. Tekken).
За две године, у 2003. и 2004., био је уредник популарног Детроитског годишњег фестивала електронске музике, чији је родоначелник уз Карл Крејга (енгл. Carl Craig).
Дерик Меј је још увек интернационално врло активан као музичар.

## Дискографија
Као X-Ray
- Let's Go, 1986

Као Rhythim is Rhythim
- Nude Photo, 1987.
- Strings Of Life, 1987.
- It Is What It Is, 1988.
- Beyond The Dance, 1989.
- The Beginning, 1990.
- Icon / Kao-tic Harmony, 1991

Као Derrick May
- Derrick May: Innovator, 1996.
- Derrick May: Mayday Mix, 1997

Заједно са System 7
- Mysterious Traveller, 2002

## Филмографија
- High Tech Soul, 2006

Каталошки број: PLX-029 Издавач: Plexifilm Издато: 09/19/06 Режија: Гери Бредоу (енгл. Gary Bredow) Трајање: 64 минута